# Août 1877

## Événements
- 9 août : l'expédition de Stanley, partie de Zanzibar en 1874 à travers la région des lacs et le bassin du Congo atteint la côte Atlantique.
- 16 août : première ascension de La Meije par Emmanuel Boileau de Castelnau avec Pierre Gaspard et fils, dernier pic inviolé des Alpes.
- 20 août : contrairement à son prédécesseur, le nouveau gouverneur du Queensland (Australie) décide l’arrêt immédiat de l’immigration chinoise.

## Naissances
- 5 août : Tom Thomson, artiste peintre.
- 11 août : Aloïs Catteau, coureur cycliste belge († 1er novembre 1939).